# Автомагістраль А66 (Франція)
Автомагістраль A66 — становить 38,2 кілометра завдовжки автомагістраль на півдні Франції, яка також називається L'Ariégeoise.
Вона знаходиться в департаментах Верхня Гаронна та Ар'єж і з'єднує Вільфранш-де-Лораге з розв'язкою з A61 на півночі та закінчується на N20 у Пам'є на півдні. Його експлуатує компанія ASF, і він був закінчений на початку 2002 року. Він є частиною великого європейського маршруту:
Париж - Орлеан - Лімож - Тулуза - Барселона.
Дорога забезпечує доступ до Півдня-Піренеїв у напрямку до Князівства Андорра та перехрестя між Ар’єжуа та Тулузою.

## Майбутнє
Подвійну проїжджу частину N20 між Пам'є, Фуа та Тараскон-сюр-Ар'єж має бути модернізовано до стандарту автомагістралі та перенумеровано на A66, однак дати цього не було оголошено. 